# Познан
По̀знан (на полски: Poznań; на немски: Posen; на латински: Posnania) е град в централната част на западна Полша, столица на Великополското войводство. Административно е обособен в отделен окръг с площ 261,91 km2. Също така е административен център на Познански окръг, без да е част от него. Градът е известен с ренесансовия си стар град, разрушен по време на Втората световна война и построен отново след това и катедралата на остров Тумски.
Познан е търговски, индустриален и образователен център. Той е петият по големина град в Полша и четвъртият най-голям индустриален център.

## География
Градът е разположен край река Варта, приток на Одра. Столица е на историческата област Великополша.

## История
Познан е един от най-древните полски градове. Той има голямо историческо значение, тъй като е бил столицата на Великополша – люлката на полската държава. В средата на X век по време на управлението на първите владетели от династията на Пястите Познан отново става столица на Полша.
Най-ранните запазени сведения, в които се споменава името на Познан, са записите на свещеника Тиемар: episcopus Poznaniensis (в превод „Епископът на Познан“, 970) и ab urbe Poznani (преведено като „за“ или „от градът Познан“, 1005). В миналото градът е бил наричан още Posna и Posnan.

## Религия
Внушителната катедрала в Познан е най-старата в страната. В нея са разположени гробниците на първите полски владетели: княз Мешко I, крал Болеслав I Храбри, крал Мешко II Лямберт и други.

## Етимология
Името Poznań вероятно произлиза от личното име Poznan (от полският залог poznan(y)) и може да означава „Градът на Познан“. Възможно е също названието на града да се е развило директно от полския глагол poznać, който се превежда като „да позная“ или „да разпозная“.
Официалното наименование на града е Столичният град Познан (на полски: Stołeczne Miasto Poznań). На немски градът се нарича Posen и е бил известен като Haupt– und Residenzstadt Posen („Столичен и резидентски град Познан“) между 20 август 1910 г. и 28 ноември 1918 г.

## Население
Населението на града възлиза на 553 564 души (2012). Гъстотата е 2114 души/km2.

### Демография
- 1600: около 20 000 жители
- 1732: 4000 жители
- 1793: 15 000 жители
- 1918: 156 091 жители – (официално преброяване)
- 1939: 274 155 жители
- 1946: 268 000 жители
- 2000: 572 900
- май 2002: 578 900 жители

Прогноза за 2020:
- Град Познан 584 500 (малко повишение)
- Община Познан 305 500 (значително покачване)
- Агломерация на Познан 890 000

## Административно деление
Самостоятелните градове Познан, Остров, Островек, Сродка, Швалишево и Лачина се обединяват в един град в периода 1793 – 1800 г., формирайки днешните граници и основните квартали на съвременен Познан. Скоро към бързо развиващия се град са присъединени близките села Грунвалд, Лазарц, Йежице, Вилда, Виногради през 1900 г., Пятково и Ратаже през следващите години. Днес Познан е разделен на 5 главни района, които от своя страна са разделени на по-малки квартали.

## Транспорт
Познан е железопътен възел на линиите от Берлин за Варшава и от Гданск за Вроцлав.

## Образование
Познан е един от големите образователни центрове в Полша. В града се намират няколко университета, сред които най-известни са университетът „Адам Мицкевич“, Познанския икономически университет и Познанския технологичен университет.

## Спорт
Градът е седалище на футболния клуб Лех Познан.

## Галерия
- Площад „Старият пазар“
- Площад „Старият пазар“
- Парк „Шопен“
- Големият театър
- Императорският замък
- Библиотека „Рачински“
- Централна железопътна гара
- Църква „Св. Спасител“
- Площад „Старият пазар“ и кметството на заден план
- Сградата на кметството на Познан
- Сградата на кметството на Познан
- Малтанското езеро
- Йезуитски колеж
- Големият театър
- Познанската катедрала
- Университет „Адам Мицкевич“
- Градът от високо, 2007 г.
- Историческият център
- Роглински дворец край Познан

## Личности

### Родени в града
- Зигмунт Бауман (р. 1925), социолог
- Марек Йендрашевски, римокатолически духовник, лодзки и краковски архиепископ митрополит
- Кшищоф Комеда (1931 – 1969), композитор и джаз пианист
- Леон Пшилуски, римокатолически духовник, примас на Полша
- Рихард Роте (1799 – 1867), лутерански теолог
- Павел Стшелецки (1797 – 1873), изследовател и геолог
- Аркади Фидлер (1894 – 1985), писател и пътешественик
- Паул фон Хинденбург (1847 – 1934), германски фелдмаршал и президент на Ваймарската република
- Йозеф Шрас (1510 – 1568), учен и кмет на Познан
- Анна Янтар (1950 – 1980), певица
- Халина Фронцковяк (р. 1947), певица
- Уршуля Шипинска (р. 1947), певица, композиторка и вътрешна архитектка

## Побратимени градове
- Асен, Нидерландия (от 1992)
- Брашов, Румъния (от 2003)
- Бърно, Чехия (от 1966)
- Дьор, Унгария
- Наблус, Палестина (от 1997)
- Нотингамшир, Великобритания (от 1994)
- Пасуельо де Аларкон, Испания (от 1992)
- Пловдив, България
- Разград, България
- Рен, Франция (от 1998)
- Толедо, САЩ (от 1991)
- Хановер, Германия (от 1979)
- Харков, Украйна (от 1998)
- Шенцен, Китай (от 1993)
- Ювяскюля, Финландия (от 1979)